# Zach Booth
Chadwick Zachary Booth (Eden, 17 februari 2004) is een Amerikaans-Italiaans voetballer die doorgaans speelt als middenvelder. Hij ondertekende in augustus 2024 een driejarig contract bij Excelsior Rotterdam, dat hem overnam van Leicester City. Booth is een broer van voetballer Taylor Booth.

## Clubcarrière

### Leicester City

#### Jeugd
Booth speelde twee jaar in de jeugdopleiding van Real Salt Lake. Hij werd in verband gebracht met een overstap naar Tottenham Hotspur, maar ging in september 2020 spelen in de jeugdopleiding van Leicester City. Hij speelde in zijn eerste seizoen elf wedstrijden voor het onder 18-elftal en scoorde in de competitiewedstrijd tegen Aston Villa in mei 2021. In maart 2022 debuteerde hij voor de beloften in de Premier League 2, tegen Tottenham Hotspur. Door blessureleed kwam Booth aan het begin van het seizoen 2022/23 weinig aan spelen toe, maar hij debuteerde in oktober 2022 in het profvoetbal, tegen Sheffield Wednesday namens de beloften in de EFL Trophy. In augustus 2023 maakte hij zijn eerste doelpunten in de beloftencompetitie, tegen Derby County en Blackburn Rovers.

#### Verhuur aan FC Volendam
Op 1 september 2023 werd bekend dat Booth voor één seizoen door Leicester City werd verhuurd aan FC Volendam in de Eredivisie. Booth debuteerde op 23 september 2023 op het hoogste niveau, als vervanger van Garang Kuol in het competitieduel met Heracles Almelo (2–2). Zijn eerste basisplek volgde ruim twee maanden later in de met 0–5 verloren competitiewedstrijd tegen PEC Zwolle. Op 4 februari 2023 maakte hij zijn eerste doelpunt namens FC Volendam, tegen FC Utrecht; hij maakte de 0–1 in een wedstrijd die met 4–2 verloren werd door een hattrick van zijn oudere broer Taylor. FC Volendam degradeerde op 5 mei 2024 uit de Eredivisie met een 1–4 nederlaag tegen Ajax.

### Excelsior Rotterdam
Booth ondertekende op 28 augustus 2024 een driejarig contract bij Excelsior Rotterdam, dat eveneens was gedegradeerd uit de Eredivisie. Booth debuteerde op 13 september 2024 voor zijn nieuwe club, als vervanger van Jacky Donkor bij een 3–2 competitiezege op Telstar. Op 17 december 2024 maakte hij zijn eerste twee doelpunten voor de club in de bekerwedstrijd tegen FC Eindhoven (1–3).

## Clubstatistieken
| Seizoen         | Club                | Competitie      | Competitie | Competitie | Beker | Beker | Totaal | Totaal |
| Seizoen         | Club                | Competitie      | Wed.       | Dlp.       | Wed.  | Dlp.  | Wed.   | Dlp.   |
| --------------- | ------------------- | --------------- | ---------- | ---------- | ----- | ----- | ------ | ------ |
| 2022/23         | Leicester City –21  | —               | —          | —          | 1     | 0     | 1      | 0      |
| 2023/24         | → FC Volendam       | Eredivisie      | 27         | 2          | 1     | 0     | 28     | 2      |
| 2024/25         | Excelsior Rotterdam | Eerste divisie  | 11         | 0          | 2     | 2     | 13     | 2      |
| Carrière totaal | Carrière totaal     | Carrière totaal | 38         | 2          | 4     | 2     | 42     | 4      |

Bijgewerkt op 16 januari 2025.

## Interlandcarrière
Booth speelde voor diverse nationale jeugdelftallen van de Verenigde Staten tussen de onder-15 en onder-20.

## Persoonlijk
Booth is een jongere broer van voetballer Taylor Booth, die hem met zijn overstap naar Bayern München inspireerde om in Europa te voetballen. Hij noemde Andrés Iniesta als zijn favoriete voetballer als kind.